# Parentucellia
Parentucellia é um género botânico pertencente à família Orobanchaceae.

## Espécies
- Parentucellia flaviflora
- Parentucellia floribunda
- Parentucellia latifolia
- Parentucellia pectinata
- Parentucellia viscosa